# The Midnight Meat Train
The Midnight Meat Train ist ein Horrorfilm des japanischen Regisseurs Ryūhei Kitamura. Grundlage ist die Novelle Der Mitternachts-Fleischzug von Clive Barker. Es ist die erste Hollywoodproduktion von Kitamura. Barker selbst war verantwortlicher Produzent.

## Handlung
Leon Kauffman ist ein aufstrebender Fotograf, der nachts durch New York City streift und Leute bzw. Straßenszenen fotografiert. Auf der Suche nach passenden Motiven für eine eigene Ausstellung landet er in der New Yorker U-Bahn und fotografiert eine Bande beim Überfall auf eine junge Frau. Er spricht die Räuber an und verweist auf die neben ihm hängende Überwachungskamera im U-Bahnhof. Die Räuber lassen von dem Mädchen ab und ziehen davon. Das Mädchen bedankt sich bei Leon und verschwindet in dem nächsten einfahrenden U-Bahn-Zug. Dort trifft sie auf ihren Mörder, den Schlachter Mahogany, der im Laufe des Filmes eine ganze Reihe von Menschen auf unvorstellbarste Weise brutal massakriert. Auf einem bestimmten Streckenabschnitt leitet der U-Bahn-Fahrer den Zug in einen eigentlich gesperrten Streckenabschnitt um, damit der Schlachter ungestört seinem Werk nachgehen kann. Alle Leichen werden ausgenommen, von Zähnen und Fingernägeln befreit, rasiert und anschließend kopfüber an Fleischerhaken an die Haltestangen des Zuges gehängt.
Leon stößt bei seinen nächtlichen Streifzügen zufällig auf Mahogany und kann bald einen Bezug zwischen dem mysteriösen Mahogany und dem Verschwinden diverser Menschen herstellen. Als er Mahogany in der U-Bahn verfolgt, wird er von diesem entdeckt und bewusstlos geschlagen, jedoch nicht getötet. Als er wieder erwacht, hat er ein seltsames Zeichen auf seiner Brust eingeritzt. Bei der Polizei betrachtet die aufnehmende Beamtin die Aussage von Leon mit Skepsis und schenkt ihm scheinbar keinen Glauben. Die Polizistin trägt an ihrer Halskette dasselbe Symbol, das Mahogany auf seinem Siegelring hat: eine stilisierte Sonne.
Leon wird durch seine Beobachtungen und die Gestalt von Mahogany immer stärker angezogen. Schließlich geht er selbst in den Schlachthof, kleidet sich mit einer Schlachterschürze, rüstet sich mit diversen Messern aus und begibt sich in den U-Bahnhof. Dort entdeckt er seine Freundin Maya, die ebenfalls versucht, dem Schlachter auf die Schliche zu kommen. Leon springt auf den vorbeifahrenden Zug auf und kämpft gegen Mahogany, wobei er diesen aus dem Zug stoßen kann. Leon und Maya fahren bis zur Endhaltestelle weiter, ein Geröllfeld unter der Stadt. Der U-Bahn-Fahrer kommt auf sie zu und bittet sie, vom Fleisch zurückzutreten. Nun kommen monströse Kreaturen zum Vorschein, die als solche vorgestellt werden, welche schon vor der Menschheit auf der Erde existierten. Es ist die Aufgabe einiger Auserwählter, diese zu schützen und zu ernähren.
Mahogany taucht plötzlich wieder auf, es kommt zu einem letzten Zweikampf zwischen Leon und diesem, in dessen Verlauf der Schlachter von Leon erstochen wird. Daraufhin erscheint der U-Bahn-Fahrer, schlägt Leon zusammen, reißt ihm die Zunge heraus und verzehrt diese. Nun begibt sich der U-Bahn-Fahrer zur bewusstlosen Maya und tötet sie. Fortan ist nun Leon der neue Schlachter der New Yorker U-Bahn.

## Bemerkungen
Vinnie Jones spricht im gesamten Film nur ein einziges Wort: „Willkommen“.
Der Film wurde am 19. Juli 2008 in Kanada auf dem Fantasia Film Festival uraufgeführt.
In Deutschland lief der Film im Rahmen des Fantasy Filmfests am 14. August 2008 das erste Mal.
In der Schweiz erschien am 26. Juni 2009 ein „Extended Director’s Cut“ auf DVD. Des Weiteren wurde über das Label NSM Records eine Extended Director’s Cut veröffentlicht, welche am 28. Februar 2017 auf Liste B indiziert wurde. Ein Gericht muss nun die strafrechtliche Relevanz nach § 131 StGB prüfen.
In Deutschland erschien am 5. Dezember 2013 eine gekürzte Version des Films auf DVD und Bluray, welche eine Freigabe ab 18 Jahren besitzt.

## Kritik
„Die Verfilmung einer Kurzgeschichte von Clive Barker wird der Vorlage absolut gerecht: Regisseur Kitamura setzte die grausame Story in geniale Bilder um“

„Runde, gelungene und blutig-brutale Adaption von Clive Barkers Horror-Kurzgeschichte – zwar hier und da etwas holprig, aber spannend aufbereitet und mit einem eindrucksvollen Vinnie Jones als Schlachter-Killer.“

- Auf Rotten Tomatoes wurde der Film mit 73 % auf dem Tomatometer bewertet. (Stand: 4. Mai 2021)[5]